# Église Sainte-Marie de Coustouges
L'église Sainte-Marie est une église catholique située à Coustouges, dans le département français des Pyrénées-Orientales en région Occitanie. C'est aujourd'hui l'église paroissiale de la commune de Coustouges en Vallespir, autrefois elle était l'église d'un monastère appartenant à l'ordre des Bénédictins.
Elle a été déclarée monument historique par la liste de 1840.

## Localisation
L'église est située en plein centre du village de Coustouges (Custodia). Ce village est situé dans le Vallespir, à l'extrémité du vallon de Saint-Laurent-de-Cerdans, sur la route passant par un col conduisant en Espagne à Maçanet de Cabrenys et très fréquentée au Moyen Âge.

## Historique

### Légende de la fondation
Au XIXe siècle, Prosper Mérimée attribue au pape Damase Ier la construction d'une église en ce lieu en 370, et aux Arabes sa destruction. Isidore Taylor rapporte que Damase, né à Rome, a procédé à cette  construction en hommage à sa mère car elle était originaire de Coustouges où se trouvait à cette époque un poste militaire romain, puis précise que l'église a d'abord été détruite par les Barbares, reconstruite par les Wisigoths avant d'être à nouveau détruite par les Arabes. Ces deux auteurs s'accordent pour la voir être reconstruite au IXe siècle. Toutes ces affirmations sont dénoncées comme étant des légendes dès la fin du XIXe siècle. Aucun texte ancien ne vient en effet confirmer ces dires, qui sont de plus infirmés par l'étude de l'architecture de l'église. Les seuls restes romains découverts sur la commune de Coustouges sont des pièces de monnaie.

### Histoire médiévale

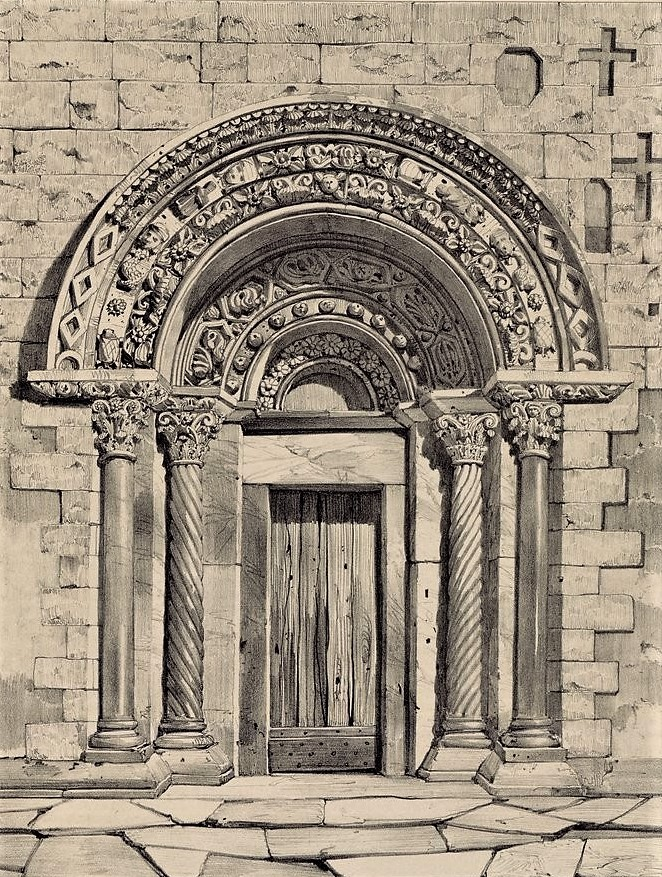
Portail de l'église Sainte-Marie
Voyages pittoresques et romantiques dans l'ancienne France. Languedoc 1834
Charles Nodier, Justin Taylor et Alphonse de Cailleux (dessin d'Adrien Dauzats)

Le premier texte mentionnant Coustouges date de 936. Il s'agit d'un acte de vente de l'alleu de Coustouges à Ava, veuve de Miron II de Cerdagne, et à leur fils Oliba Cabreta, né vers 920.
L'église apparaît pour la première fois dans un testament daté de 979 où Miron, comte de Cerdagne, de Conflent et de Besalú, évêque de Gérone lègue à l'Abbaye Sainte-Marie d'Arles la dîme qu'il perçoit sur l'alleu de Coustouges.
Dans l'intervalle, l'alleu et son église ont été donnés à la comtesse Ermengarde par son époux, Oliba Cabreta, comte de Cerdagne et de Besalú. En 988, la comtesse rend ce don à son mari qui, le même jour, donne l'alleu et son église à l'abbé de Sainte Marie d'Arles. Cette possession est confirmée par une bulle papale de Serge IV en 1011,. 
L'édifice actuel a été entreprise par l'abbaye d'Arles qui a été propriétaire de l'église jusqu'à la Révolution. Elle est consacrée le 26 novembre 1142 par l'évêque d'Elne Udalgar de Castellnou, se substituant à une construction plus ancienne, en présence de l'abbé d'Arles, Raymond Ier (abbé d'Arles entre 1141 et 1174).
L'abbé d'Arles, Raymond II d'Esbac, met un curé en 1291 dans cette église qui n'en avait peut-être pas auparavant.

### Histoire récente
L'édifice a été classé par liste au titre des monuments historiques en 1840.

## Architecture
L'église est d'une seule nef en pleine voûte, renforcée par des contreforts.
L'intérieur est formé de deux parties, la nef et le chœur, avec une abside semi-circulaire.
Le portail est orné de sculptures romanes. Le clocher est une tour carrée. Une magnifique grille du XIIe siècle ferme la porte du Presbytère. La porte d'entrée est en fer forgé du XIIe siècle.
On peut y admirer une virge de l'Espinàs, œuvre du XVIIe siècle.
Le clocher de l'église serait surmonté d'un paratonnerre radioactif de type Hélita et est référencé dans la base de données INAPARADS 
.

### Sources
1. 1 2  « Église Sainte-Marie », base Mérimée.
2. ↑  Prosper Mérimée, Notes D'Un Voyage Dans Le Midi De La France, Fournier, 1835 (lire en ligne), p. 423.
3. ↑  Isidore Justin Séverin Taylor, Les Pyrénées, C. Gide, 1843 (lire en ligne), p. 205, 206.
4. ↑  Noëll 1889, p. 105, 106.
5. ↑  Jérôme Kotarba, Georges Castellvi et Florent Mazière, Carte archéologique de la Gaule 66 : Les Pyrénées-Orientales, Paris, Éditions de la Maison des sciences de l'homme, 2007, 712 p. (ISBN 978-2-87754-200-5).
6. 1 2 3  Catalunya Romànica.
7. 1 2  Noëll 1889, p. 105.
8. ↑  Mallet 2003, p. 299.
9. ↑  Pierre de Marca, Marca hispanica, 1688, col. 497 (lire en ligne)
10. ↑  Claude Devic, Joseph Vaissète, Histoire générale de Languedoc, Édouard Privat libraire-éditeur, Toulouse, 1872, tome 4, p. 454 (lire en ligne)
11. ↑  « Inventaire National des Paratonnerres Radioactifs », sur INAPARADS (consulté le 28 mars 2016).

### Citations anciennes
1. ↑  Extrait du texte de 988 d'après Marca 1688, col. 414 : « Anno DCCCCLXXXVIII. XVI Kalend. Mart. Ermergardis Comitissa uxor Olibæ Comitis Ceritaniensis & Bisuldunensis dedit viro suo alaudem suum vocitatum nomine Custuja in Valle-Aspiri cum Ecclesia Sanctæ Mariæ, ut tum most erat, & cunctis rebus ad ipsam Ecclesiam pertinenbus, quæ omnia mox idem Comes dedit monasterio Arulensi ».